# Apicia exacaria
Apicia exacaria là một loài bướm đêm trong họ Geometridae.